# Vegetarianizmus

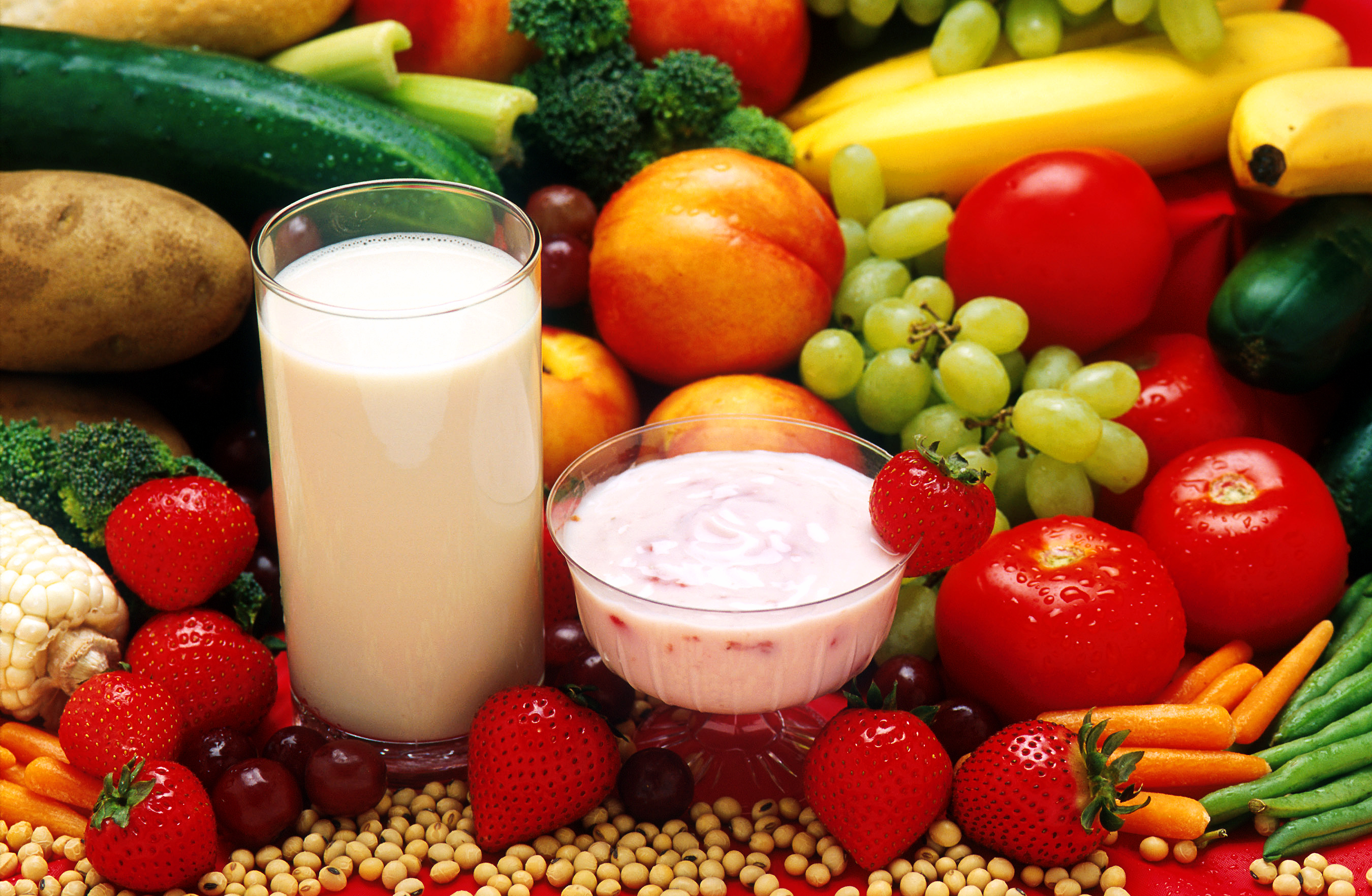
Vegetariánus táplálékok

A vegetarianizmus a nevéből eredően az a táplálkozási gyakorlat, melynek követője bármilyen állat megölésével elkészített táplálék elfogyasztását elveti. Több formában létezik, aszerint, hogy a húson kívül mely ételek fogyasztását mellőzik. Vannak, akik elutasítják a tejet és a tejkészítményeket, tejtermékeket, vagy a tojást. A vegán táplálkozás semmilyen állati eredetű ételt nem enged meg, tehát ezek sem fogyaszthatók, és még a mézet is tiltják. A nyers-evők többnyire főtt vagy sült ételeket sem esznek.
Sok vegetáriánus számára ez nemcsak táplálkozási gyakorlat, hanem egy kiterjedt eszmerendszer vagy világnézet, melyet az a fő törekvés jellemez, hogy az ember a lehetőségeihez mérten minél kevesebb állatnak okozzon szenvedést, különös tekintettel a tudatos, fejlett idegrendszerrel rendelkező állatokra. Mások a húsevést más okból utasítják el, például azért, mert nem szeretik, undorodnak a nyers hústól, vagy pedig azért, mert a diétájuk nem engedi meg. A fenilketonuria például csak egy fehérjeszegény szigorú vegán diétával tartható karban, ami még a hüvelyesek és a nagy sikértartalmú gabonafélék fogyasztását is tiltja.
A vegetarianizmus világnézete a modern társadalmakban a reform- vagy natúrtáplálkozási irányzatok egyike, így követői rendszerint nagy hangsúlyt fektetnek az egészség tudatos megőrzésére. Emellett a hústermelés ökológiai költségessége, illetve a nagyipari előállításhoz társuló jelentős környezetterhelés és környezetszennyezés következtében kapcsolatban áll a környezetvédelemmel; az állatok életminőségének, leölésének és tárgyként való kezelésének etikai aggályai miatt pedig szorosan összefonódik az állatvédelemmel és az állatjogi mozgalommal is.

## A vegetarianizmus története
A vegetarianizmus először Indiában és tőle függetlenül az ókori görög világban jelent meg. Mindkét kultúrában kezdettől fogva vallási-filozófiai törekvések része volt. Következetes, az egész közösségben gyakorolt vegetáriánus életmódot egy természeti népnél, vagy őslakos közösségben sem találtak.
A vegetarianizmus – mint fogalom és jelentékeny mértékben elterjedt táplálkozási gyakorlat – európai első feljegyzései a Bibliából valók amint megemlíti, hogy Isten az embernek, megteremtése után növényi táplálékot rendel. Dániel és társai Nabukodonozor udvarában visszautasították a királyi ételeket és csak zöldségféléket fogadtak el eledelül, hogy "ne szennyezzék be a testüket".

### Kereszténység előtti ókor
Az ókori görög világban a vegetarianizmust a lelkes élőlényektől való tartózkodásnak (ἀποχὴ ἐμψύχων) nevezték. Csak a felső, képzett, filozófiában jártas réteg követte. A köznép szükségszerűen húsban szegényen táplálkozott, de tengeri nép lévén népszerű volt az olcsó hal.
További említések az ókori Indiából, Egyiptomból és az ókori görög civilizációkból származnak. Az ó-egyiptomi papok, a perzsa Zarathustra hívei, a buddhizmus, később a zen-buddhizmus követői mind vegetáriánusok voltak. A híres ókori görög filozófusok, orvosok: Platón, Szókratész, Püthagorasz, Epikurosz, Hippokratész szintén vegetáriánusok voltak és tanítványaikat is következetesen vegetáriánus étrendre szoktatták, mivel felismerték annak az az emberi szervezetre tett hatását. Platón az ideális államról írt könyvében kitér a polgárok táplálkozására is, amelyben csak növényi eredetű étel kerül az asztalukra. A táplálkozási gyakorlat mindkét előfordulása szorosan kötődött az állatok irányában felvállalt erőszakmentességhez (melyet Indiában ahimsza néven ismernek), fő pártfogói pedig a vallási csoportok, illetve filozófusok voltak.
A vegetarianizmus európai gyakorlásával kapcsolatban a legkorábbi megbízható bizonyítékok az időszámítás előtti 6. századból származnak. A Görögországban ez idő tájt elterjedő vallási irányzat, az orphizmus követői nem fogyasztottak húst, valamint Dél-Olaszország görög telepesek által lakott területén a filozófusként, illetve vallási és erkölcsi tanítóként ismert Pitagorasz (vagy Püthagorasz) is tartózkodott az állatok húsának fogyasztásától. Pitagorasz követői, a püthagoreusok, nem mind gyakoroltak szigorú vegetarianizmust, de a filozófiai iskola belső köre mindenképp mellőzte a húsfogyasztást, és az akkori közvélekedés szerint is a hústól való tartózkodás volt a „pitagoraszi élet” egyik legfőbb erénye. Az orphikusok és a püthagoreusok emellett nem fogyasztottak tojást, valamint nem éltek a hús isteneknek való rituális felajánlásával, mely a hagyományos vallási áldozatbemutatás lényeges része volt akkortájt. Az időszámítás előtti 5. században Empedoklész a vegetarianizmus és az állatok általános tiszteletének radikális elkötelezettjeként tűnt ki kora gondolkodói közül.
Az ókori vegetáriánusok közül sokan úgy tartották, hogy a húsfogyasztás gátolja őket aszketikus és filozófiai fejlődésükben. Legtöbbjük a magatartására etikai magyarázattal szolgált, elutasította az állatok feláldozásának általánosan elterjedt gyakorlatát, és igyekezett előtérbe helyezni az ember és más állatfajok közös jellegzetességeit. Ezzel szemben ellenfeleik jellemzően az ember és állat közötti különbségeket igyekeztek kihangsúlyozni. A kérdés, hogy az ember tartozik-e bárminemű erkölcsi felelősséggel az állatok irányában, jelentős vita tárgyát képezte, és az akkori két oldal civódása nagy hasonlóságot mutat az állati jogok támogatóinak és ellenzőinek modern kori vitáival. A vegetarianizmus jellemzően kapcsolatban volt a lélekvándorlásra vonatkozó vallásos meggyőződéssel.
Más filozófiai iskolákban, a peripatetikusok, a sztoikusok és az epikureusok között nagyon kevesen választották a vegetarianizmust. A sztoikusok kifejezetten antivegetáriánusok voltak. Szerintük az embernek nincsenek morális kötelezettségei az állatokkal szemben, mivel az állatok nem eszes lények. A cinikusok igénytelen életmódjuk miatt kevés húst fogyasztottak, de ezt nem okolták meg.
A platóni akadémián Xenokratész és Polemon a vegetarianizmus mellett érvelt. A peripatetikusoknál Theophratosz is hasonló véleményen volt. A császárkori platonikusok és neoplatonikusok egy része is ugyanígy gondolkodott, közöttük Plutarkhosz, a tyanai Apollóniosz, Plótinosz, Porphirius Tyrius. Porphirius egy átfogó írásában meg is okolta választását, amiből idézetek révén még az ellenvéleményeket is megismerhetjük.
A neapoliszi Clodius a vegetarianizmus ellenzőinek szószólója volt. Azóta elveszett írásában, a Húsételek megvetőiben rámutat arra, hogy vannak állati eredetű orvosságok. Az ellenzők egyik, talán clodiusra visszavezethető érve az volt, hogy az emberek és az állatok között természetes és jogos háború dúl, mivel egyes állatok embereket támadnak meg, vagy elpusztítják a termést. Ezért jogos az állatokat, mint ellenséget megölni. Egy további érv volt, hogy az emberi testnek jót tesz a húsevés, mivel az orvosok húsételeket javasolnak a lábadozás idejére, és az atléták is előnyben részesítik.
A manikheusoknál a papi funkciót ellátó kiválasztottak etikusan motivált laktovegetariánusok voltak. A hívek szélesebb körére azonban kevésbé szigorú szabályok vonatkoztak.

#### Mitológia
A vegyes táplálkozásúak és a vegetáriánusok között egyaránt széles körben elterjedt hit szerint az emberiség kezdetén – annak aranykorában – fajunk szigorúan erőszakmentes életet élt. Ebben az utópiában a vadászat, állattenyésztés és húsevés, illetőleg a mezőgazdasági munka ismeretlen és szükségtelen volt, mivel a föld bőségesen szolgált eleséggel minden élőlénynek. Ezt a mítoszt mások mellett feljegyezte Hésziodosz, Platón (Politikosz) és a híres római költő, Ovidius is. Ovidius emellett nagyra értékelte az erőszakmentesség általános, pitagoraszi ideáját
Egész népekről feltételezték, hogy tisztán növényi anyagokkal táplálkoztak. Az (Odüsszeia 9, 82–104) a békeszerető lótuszevőkről ír, akik az édes, feledés hozó lótuszgyümölccsel táplálkoztak. Hérodotosz (4, 177) szerint a lótuszevők egyetlen tápláléka ez a gyümölcs volt. Diodórosz Etiópiában élő népekről ír, akik kizárólag gyökerekkel, magokkal vagy fával táplálkoztak. Ezek a tudósítások mesés jellegűek és mondaszerűek, ezért nem tekinthetők hitelesnek. Többnyire békés, boldog és barátságos népekként írják le őket.

### Keresztény ókor és középkor
Az őskeresztények sokat vitáztak azon, hogy a bálványáldozati hús tisztátalanná teszi-e őket. Pál apostol felfogása szerint, ha tudják, hogy a hús pogány isteneknek feláldozott állat húsa, akkor ne egyék meg, és akkor is mellőzzék a húsevést, ha azzal botránkozást keltenek.(Róm 14,2–21; 1 Kor 8,8–9, Kol 2,20–22).
Miután a késő ókori Római Birodalomban elterjedt a kereszténység, a vegetarianizmus csaknem teljesen eltűnt Európából. A késő ókori és a középkori Európában aszketikus okokból számos szerzetesrend korlátozta vagy tiltotta tagjainak a húsfogyasztást, a halevéssel azonban nem hagytak fel, tehát mai értelmezés szerint nem voltak vegetáriánusok. A szerzetesekhez hasonlóan a remeték sem voltak azok. Közéjük tartozott Szent Jeromos egyházatya is. A bencések regulája csak betegség esetére engedélyezte a négylábú állatok húsának evését, a hal és a szárnyasok fogyasztását azonban megengedte. Hasonlóan intézkedett sok más regula is. Habár sok más rendi szabályzat kiterjesztette a tilalmat a szárnyasokra is, a hal fogyasztását egy rendben sem tiltották meg. Nincs adat az állatok iránti könyörületből motivált etikai vegetarianizmusra. Assisi Szent Ferencet is gyakran tévesen sorolják a vegetáriánusok közé.
Az ókorban és a középkorban több eretnekmozgalomban is a húsevésről való lemondás az aszkézis lényegi része volt. Ilyenek voltak az ókorban az enkratiták, az ebioniták és az eusztatiánusok, a középkorban pedig a bogumilok és a katharok utasították el a húsfogyasztást.

### Reneszánsz és kora újkor
A reneszánsz kori Európában újból feltűnt a vegetarianizmus, de szélesebb körben csak a 19. század és a 20. század során terjedt el. Első képviselői közé tartozott Leonardo da Vinci (1452–1519), és Pierre Gassendi (1592–1655). A 17. századi vegetariánusok fő ideológusa az angol Thomas Tryon (1634–1703) volt. Másrészt René Descartes és Immanuel Kant szerint az embernek nincsenek erkölcsi kötelességei az állatokkal szemben.
Bár a középkori alapítású szerzetesrendek megengedték a halfogyasztást, a vegetarianizmus a 16. század végén a kolostorokban is megjelent, igaz, kevésbé állatbarátságból, mint inkább az aszkézis eszközeként. Franciaországban a ciszterciták 17. századi reformmozgalma előírta követői számára a vegetáriánus táplálkozást. A mozgalom sok vitát váltott ki, aminek eredményeként a rend kettévált, és a ciszterciták ágaként létrejött az 1892-ben önálló rendként megalakult trappista közösség.

### A vegetarianizmus a 19. században
A Magyarországi Vegetárius Egyesület (később Magyar Vegetárius Egyesület) pedig 1883-ban kezdte meg működését.
A vegetarianizmus gondolata és gyakorlata az angolszász világban terjedt el a leginkább. Már a 18. században több kis keresztény gyülekezet etikai okokból és aszkézis céljából érvelt az általuk természetellenesnek kritizált húsevés ellen. Az első vegetariánus egyesület Londonban alakult meg 1801-ben, amiket hamarosan újabb egyesületek megalakulása követett más angol városokban. A 19. század elején Percy Bysshe Shelley, a költő volt az etikai vegetarianizmus fő szószólója. Az első modern kori Vegetáriánus Társaság 1847-ben alakult meg Angliában, Vegetarian Society néven. Az angol vegetáriánus mozgalom egyik közismert alakja George Bernard Shaw volt. A 19. században és a 20. század elején rendszerint ovo-lakto-vegetarianizmusról volt szó; vegánok csak szórványosan léptek fel.
Oroszországban Lev Nyikolajevics Tolsztoj (1828–1910) volt a vegetarianizmus vezéralakja.
A német vegetariánus mozgalom alapítójaként Gustav Struvet (1805–1870) tartják számon, akire erősen hatott Jean-Jacques Rousseau Émile-jének életmódja. 1868-ban társaival egyesületet alapított Stuttgartban, ami ma is fennáll. 1869-ben megjelent műve, a Pflanzenkost – die Grundlage einer neuen Weltanschauung (Növényi koszt, mint egy új világnézet alapja) azonban hátravetette a mozgalmat. Az irányzat egy másik fontos képviselőjeként Theodor Hahn lépett fel. Eduard Baltzer (1814–1887) egy vallásilag motivált pap 1867-ben megalapította a Természetes Életmód Egyesületet (Verein für natürliche Lebensweise), ami gyorsan nőtt, és 1869-ben átnevezték Német Természetes Életmód Egyesületre (Vegetariánusok) (Deutscher Verein für naturgemäße Lebensweise (Vegetarianer)). Baltzer egy nagy hatású vegetariánus folyóiratot is kiadott, amit halála után Thalysianak neveztek át. Ezzel Jean-Antoine Gleize vezető francia vegetariánus könyvének német nyelvű kiadására utaltak.
A 19. század utolsó harmadában német földön egyre nagyobb teret nyert a vegetarianizmus. Számos egyesületet alapították, és 1892-ben két egyesület létrehozta a Német Vegetariánus Szövetséget (Deutschen Vegetarier-Bund) lipcsei székhellyel. 1893-ban Oranienburgban Éden (Eden) néven vegetariánus gyümölcstermelő közösség alapult. Kevéssel a második világháború kitörése előtt csaknem ezren éltek ebben a közösségben.
A vegetarianizmust többféleképpen is indokolták. Az egészségügyi érvek szerint ezzel megelőzhetők egyes betegségek, mint például a köszvény. Mások szocioökonomikus okokra hivatkoztak. Gyakran éles kritikákat fogalmaztak meg a civilizációval szemben, és erősen romantikus vagy utópisztikus vonásokat viseltek. Egy harmadik irányzat az állatvédelmet és az emberség erkölcsi fejlődését tartotta szem előtt. Ennek egy ismert éllovasa Richard Wagner volt. A húsevésről és az állatkísérletekről való teljes lemondást követelte, de csak életének utolsó éveiben vált valóban vegetariánussá. Az irányzat egyes tagjai összekapcsolták a vegetarianizmust az antiszemitizmussal.

### A vegetarianizmus a 20. századtól

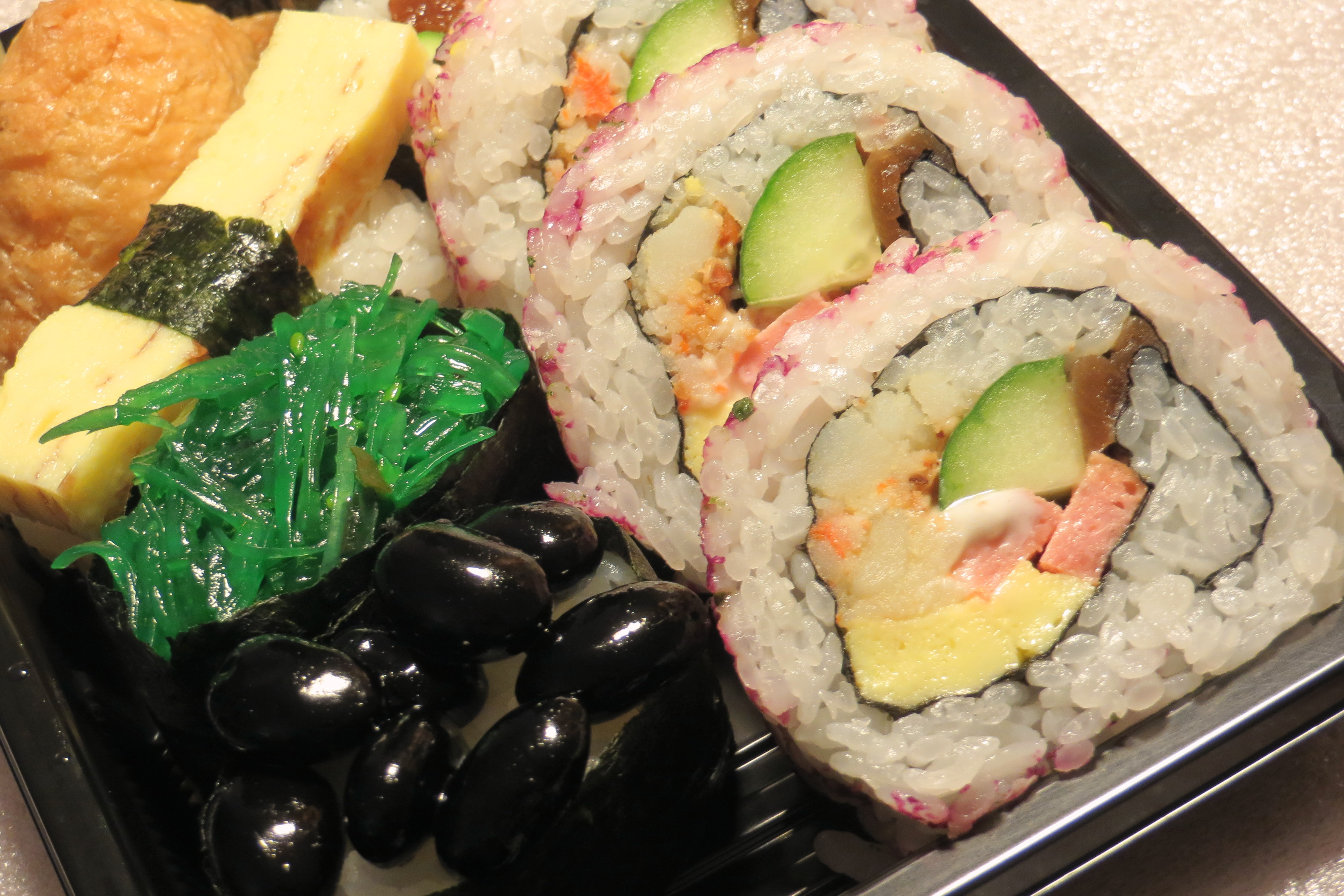
Vegetariánus szusi

Miután a 19. században több nemzeti egyesület jött létre, 1908-ban megalakult a Nemzetközi Vegetariánus Unió. A Német Vegetariánus Szövetség tagszáma 1905-re 1550 főre nőtt, de a Weimari köztársaság idején csökkent. 1935-ben feloszlott, ezzel előzve meg azt, hogy a náci kormány oszlassa fel. Az Éden közösség azonban megmaradhatott, mivel már az első világháború idején nacionalista és rasszista eszméket támogatott. A pártpropaganda magát Hitlert is nemdohányzó vegetariánus állatbarátként mutatta be, bár nem száműzte teljesen a húst az étlapjáról. A vegetarianizmus náci támogatóira nagy hatással volt Wagner írása, a Vallás és művészet (Religion und Kunst), amiben a főzést és a húsevést szemita, nem árja jövevényként kritizálta.
A svájci Maximilian Oskar Bircher-Benner (1867–1939) gyógyhatást tulajdonított a teljes értékű vegetariánus táplálkozásnak. Az általa kifejlesztett tejjel fogyasztható Bircher-müzli népszerűvé vált még a vegyes táplálkozásúak körében is. 1946-ban újjáalakult a Németország Vegetariánus Uniója (Vegetarier-Union Deutschlands), amit ma Németország Vegetariánusszövetségnek (Vegetarierbund Deutschland) neveznek.
A fiatal Albert Schweitzer sokat foglalkozott az állatok elleni erőszakkal. Gondolatait ma is hangoztatják a vegetariánusok, de csak utolsó éveiben tért át a vegetariánus életmódra. Mahátma Gandhi is népszerűsítette a húsmentes táplálkozást.
Az 1920-as évek elejétől a vegetarianizmusnak egy új magyar apostola támadt Bicsérdy Béla személyében. Ő teljesen elvetette a főtt ételek fogyasztását és az egészség egyik fő forrását a nyers kosztban látta. Tanai az 1920-as években Erdélyben, majd Magyarországon is igen népszerűek lettek és rengeteg követője támadt, ők voltak a bicsérdisták.
Az 1970-es évektől állatjogi mozgalom indult. Kiváltójaként Peter Singer könyvét, az Animal Liberationt tartják számon. Singernek és társainak végcélja a veganizmus teljes győzelme.

## A vegetarianizmus irányzatai
A vegetarianizmusnak több, különféle irányzata létezik, melyeket – az eredeti jelentéssel ellentétben – a növényi ételek mellett fogyasztott egyéb állati eredetű élelmiszerek alapján különböztethetünk meg. Ebben az esetben a szempont nem az állati eredetű élelmiszerek egészségre gyakorolt hatása, hanem a vegetáriánus eszmeiség. Az egyéb állati eredetű élelmiszerek rendszerint nem kapcsolódnak közvetlenül az állat leöléséhez, közvetett módon azonban hozzájárulhatnak ahhoz, valamint a kegyetlen vagy kedvezőtlen tartási körülmények miatt az állatok teljes élethosszig való hányattatásához, illetve (elkerülendőnek ítélt) környezetterheléshez vezethetnek.
- Szemivegetarianizmus
  - A fogyasztható állati eredetű nyersanyagok baromfihússal és hallal bővülnek. (Meg kell jegyeznünk, hogy a szemivegetarianizmus egy mai "divatirányzat", és valójában semmi köze a vegetarianizmus eredeti céljához, az erőszakmentességhez.)
- Ovo-lakto vegetarianizmus
  - A növényi élelmiszerek mellett tojást (latinul ovum), illetve különféle állatok tejét (latinul lac) és/vagy az abból készült tejtermékeket is fogyasztó személyek táplálkozása.
- Ovovegetarianizmus
  - A növényi ételek mellett tojást is fogyasztó személyek táplálkozása.
- Laktovegetarianizmus
  - A növényi ételek mellett különféle állatok tejét és/vagy az abból készült tejtermékeket is fogyasztó személyek táplálkozása.
- Veganizmus
  - A veganizmus (vagy szó szerint vett vegetarianizmus) gyakorlója a vegán, aki tisztán növényi ételeket fogyaszt, vagyis minden állati eredetű élelmiszert mellőz a táplálkozásából. A vegán filozófia követője a táplálkozás mellett más tekintetben is törekszik úgy élni, hogy azzal ne okozzon szükségtelenül szenvedést az állatoknak, illetve ne támogassanak olyan vállalkozásokat, amelyek az állatok célzott kizsákmányolására épülnek vagy azzal közvetlen kapcsolatban állnak. Így jellemzően nem vásárolnak bőrből vagy szőrméből készült, illetve állatokon tesztelt termékeket sem.
- Nyers vegetarianizmus
  - A nyers vegetarianizmus hívei a vegetáriánus ételeket 75 – 100%-ban nyersen fogyasztják.

## Motiváció
A vegetáriánusok kultúrkörönként és egyénenként különböző okok miatt nem esznek húst. Az etikai okok miatt vegetariánusok nem akarják, hogy miattuk állatok haljanak meg. Az állati jogok melletti érvek is közrejátszanak. Ökológiai szempontból is kedvezőbbnek tartják ezt az életmódot, és emellett még arra is rámutatnak, hogy az intenzív állattartás sokkal károsabb a környezetre, mint az extenzív. A hústermelés hatékonysága továbbá viszonylag alacsony. Úgy gondolják, hogy a húsevésről való lemondás segítene megszüntetni a harmadik világbeli éhínséget. Emellett vannak, akik ezt az életmódot egészségesebbnek tartják, mint a vegyes táplálkozást.
Egyes vallások és irányzatok elvei és táplálkozási szabályai támogatják a vegetarianizmust, mint a janzenizmus és egyes hindu irányzatok, vagy amik hasznot húznak a vegetarianizmus terjedéséből, mint például a buddhizmus.

### Etikai okok
A világnézeti okokból vegetáriánus személyek nem akarják, hogy miattuk állatok haljanak meg. Párhuzamot vonnak aközött, hogy a múltban hátrányosan különböztettek meg embereket, és aközött, hogy ma az állatoknak csak korlátozott jogaik vannak. Az állati jogokat az emberi jogokból vezetik le. Mivel a faj fogalma természettudományi szempontból pontatlan, éppen ezért nem függhetnek egy élőlény jogai attól, hogy melyik fajhoz tartozik. Az embernek tehát nem lehetnek előjogai az állatokkal szemben, az előjogok fenntartása fajizmus.
Egyes vegetáriánusok rámutatnak arra, hogy az állatok is tudnak szenvedni, és hogy egyes fajok bonyolult szociális életről és magas intelligenciáról tesznek tanúságot. Gyakran érvelnek a szenvedés, a fájdalomérzés képességével. A vegetáriánus életmóddal elkerülhetőnek tartják a húsukért tartott állatok szenvedését a vágóhídon. Itt nemcsak az adott fajnak nem megfelelő tömeges tartásról, hanem az állatok leölése előtti és alatti folyamatokról is szó van, amit a hús iránti kereslet tart fenn. Tom Regan az egyes állatoknak természettől adott értéket tulajdonít. Martin Balluch szerint kell, hogy legyenek bizonyos feltételek ahhoz, hogy az adott élőlényt megillessék bizonyos alapjogok. Ezt ő az öntudatban látja.

### Egészségügyi okok
Sokan egészségügyi okokból válnak vegetáriánussá, mivel el akarják kerülni azokat a betegségeket, amiket a húsfogyasztásnak tulajdonítanak, vagy a már meglevő betegségeikből akarnak így kigyógyulni. Vannak, akiknek a betegségét csak szigorú diétával lehet karban tartani. A fenilketonúria okozta károsodások csak fehérjeszegény vegán diétával kerülhetők el. A diéta miatt kiesett tápanyagokat, például a B12-vitamint külön kell bevinniük.
A vegetáriánus életmódot egészségügyi okokból választók más tekintetben is egészségesebben élnek, mint az átlag: többet sportolnak, és kevesebbet dohányoznak.
Az Amerikai Dietetetikusok Szövetsége szerint, ha az étkezési zavarok gyakoribbak a vegetáriánus serdülőknél, akkor a vegetariánus táplálkozás inkább álcaként szolgál, mint kiváltó okként. Ezt mások is megerősítik.

### Húsevő háziállatok
A vegetáriánus közösségeket jellemzően megosztja a húsevő háziállatok tartásának és védelmének kérdése. Sok következetes vegetáriánus számára a vegetarianizmus nem elsősorban azt jelenti, hogy mellőzi a húsfogyasztást, hanem sokkal inkább egy általános törekvés arra nézve, hogy az emberi tevékenység következtében minél kevesebb állat szenvedjen. Az ilyen, következetes vegetáriánusok úgy látják, hogy a hobbiból tartott húsevő állatok által elfogyasztott hús előállításához kapcsolódó szenvedésért az ember felelős, hiszen az állattartás, illetve a húsevő állat választása alapjában véve emberi döntésen alapszik. Akadnak, akik teljes egészében elvetik a háziállattartás intézményét, így nem támogatnak háziállatvédő szervezeteket. A háziállattartó vegetáriánusok körében léteznek érvek, törekvések és eredmények a macskák és kutyák húsmentes táplálására vonatkozóan, de ennek megítélése szintén megosztja a vegetáriánus közösségeket. Az állatvédők óvnak a macskák húsmentes táplálásától, mivel ez fajuknak nem megfelelő, és hiánybetegségekhez vezethet.

### Környezetvédelem
Tény, hogy még az extenzív állattartás is több energiát, vizet és területet igényel, mint a növénytermesztés. Egyes területeken azonban nem termelhető emberi fogyasztásra alkalmas élelmiszer, csak állati takarmány, így egy vegán mezőgazdaság nem tudná hasznosítani ezeket a területeket. Az erdőirtás, és a kérődzők, mint a juhok és a szarvasmarhák által kibocsátott metán hozzájárul a globális felmelegedéshez. Egy szimuláció szerint, ha az egész világ vegán életmódra térne át, akkor olcsón és nagy mértékben lehetne csökkenteni az üvegházhatást 2050-ig, míg ha a fejlett országokban a felére csökkenne a húsfogyasztás, akkor az magában csak csekély mértékű csökkenést okozna, mivel a harmadik világban az olcsó hús miatt megnőne a húsfogyasztás. Éppen ezért sok tudós egyetért abban, hogy a húsfogyasztást és az állattartást szabályozni és visszaszorítani, míg a növényi alapú étrendre való áttérést pedig világszinten növelni kellene.

### Az éhínség megelőzése
Mivel az állatok alacsony hatékonysággal termelnek húst a növényi táplálékukból, ezért gyakran feltételezik, hogy a vegetáriánius életmódra való áttéréssel több élelmiszert lehetne termelni, ami csökkentené az éhezést a harmadik világban. Egy 1998-as szimuláció szerint ez nem állja meg a helyét, mivel ha a fejlett országokban csökkenne a húsfogyasztás, akkor a hús olcsóbbá válna a harmadik világban, és ez ott a húsfogyasztás megnövekedéséhez vezetne, a gabonafogyasztás meg alig változna. Emellett egyes területeken nem termelhető emberi fogyasztásra alkalmas élelmiszer, csak állati takarmány, így egy vegán mezőgazdaság nem tudná hasznosítani ezeket a területeket. E. O. Wilson szerint ha mindenki vegetariánus lenne, akkor az összes megművelhető terület 10 milliárd embert tudna ellátni. Ha ez több is lenne, mint vegyes táplálkozás mellett, az emberiség egészen addig szaporodna, amíg meghaladná ezt a létszámot, és akkor újra lennének, akiknek nem jutna elég étel, de most már vegetáriánus táplálkozás mellett. Az előrejelzések szerint tovább nő a kereslet az állati eredetű termékekre, különösen a harmadik világ országaiban.

### Azemberelődöktáplálkozása
Az ember a biológia mai állása szerint egy mindenevő állat, mivel képes mind a növényi, mind az állati eredetű táplálékot hasznosítani. Törzstörténete szerint az eredetileg növényevő ősöktől a növény- és dögevő ősökön (Homo habilis) át a növény- és dögevő, később vadászó Homo-fajokig (Homo erectus, Homo heidelbergensis, Homo sapiens) haladt. Az Afrikában kialakult korai Homo sapiens már egyértelműen vadászott a különböző helyeken talált leletek szerint. Ezek tanúsítják, hogy már a kőkori emberek is vadásztak és gyűjtögettek. További tanúsággal szolgálnak a simafejű és a horgasfejű galandférgek, amelyek egyedüli végső gazdája az ember. Ezek a paraziták nem tudnának az ember nélkül szaporodni, és az embert csak a beteg állat megevése által tudják megfertőzni. A legelső biztosan datálható 40 ezeréves leletek szerint azok az emberek főként hallal táplálkoztak.
A modern vegetáriánus mozgalom kezdeteitől gondolják a vegetáriánusok, hogy a vegetáriánus táplálkozás természetes. Ezt abból vezetik le, hogy az ember a fogazata és belének hosszúsága alapján nem lehet ragadozó, tehát növényevőnek kell lennie. A valóság azonban az, hogy az ember bélrendszere köztes állapotú, igazi mindenevő, a tisztán növényi táplálék jó hatásfokú megemésztésére alkalmatlan. Ehhez a jelenlegi bélrendszer öt-tízszeres hosszúsága lenne szükséges vagy a növényevő állatok más emésztési stratégiái, mint az összetett gyomor, kérődzés, az egyszer már elfogyasztott és kiürített, azaz előemésztett táplálék újbóli elfogyasztása.[forrás?]
A huszadik század második feléig elterjedt nézet volt, hogy az ember az egyetlen mindenevő főemlős, ezt azonban megcáfolták. Egyes majmok, például a csimpánzok szintén esznek húst, de kevesebbet és ritkábban, mint az ember.

### Kulturális okok
Európán kívül a vegetarianizmus egyedüli forrásai az indiai eredetű hagyományok, habár Óceániában a hús tabu volt a nők számára. A jainizmus, a hinduizmus egyes irányzatainak követői és sok buddhista szigorúan vegetáriánus. Ez mindegyik vallásban az erőszakmentesség követelményére vezethető vissza, ami tiltja a sérülések okozását, az ölést, és hogy más élőlény halálából haszon származzon. A nem vegetáriánus táplálkozás rossz karmát okoz. Azonban az összes ilyen irányzat megengedi a tej és a tejtermékek fogyasztását. A hinduk és a buddhisták számára szintén megengedett azoknak a halaknak az elfogyasztása, amiket állatokkal halásztak, például kormoránnal vagy vidrával.

#### Buddhizmus
Buddhista nézőpontból a vegetarianizmussal kapcsolatos legfőbb szempont a megvalósíthatóság. A buddhista filozófia nem közvetít az emberi lét természetével össze nem egyeztethető, idealizált vagy merev célokat, előírásokat vagy tilalmakat. Ehelyett egyszerűen arra tanít, hogy tegyük meg más lényekért (és így közvetve önmagunkért) azt, amit módunkban áll megtenni. A buddhizmus tehát nem parancsolja a világi követőt a húsok mellőzésére, hanem utat mutat a tárgyaktól független emberi boldogsághoz, amelynek a húsfogyasztás önkéntes mellőzése csupán egy mellékes, ámde szükségszerű folyománya.
A théraváda hagyományt őrző buddhista szerzetesek, akik az ételüket alamizsnaként kapják világi személyektől, elfogadják a felajánlott húsos ételeket. Hagyományosan azt a – Buddhának tulajdonított – tant követik, hogy a hús fogyasztható, ha nem látják, nem hallják és nem gyanítják, hogy kifejezetten számukra ölték le az állatot. Sokan felvetették azonban, hogy ez a tan egy gyökeresen eltérő korban és kultúrában született, ezért a fogyasztói társadalomban nem alkalmazható, illetve másként szükséges értelmeznünk. Emellett létezik olyan vélemény is, amely szerint a tant félrefordították, és Buddha valójában azt mondta, hogy az étel nem fogyasztható, ha látják, hallják vagy gyanítják, hogy hús vagy húst tartalmaz.
A mahájána hagyományhoz tartozó szútrák, például lankávatára szútra, kifejezetten elítélik a húsok fogyasztását, ezért a mahájána hagyományt követő buddhista szerzetesek teljes egészében tartózkodnak a húsfogyasztástól.

#### Hinduizmus
A hinduizmus eredetileg bizonyos körülmények között megengedte a húsevést. Manu törvénykönyve megengedte, és szabályozta a húsfogyasztást. Az idők során azonban bizonyos körökben elterjedt a laktovegetarianizmus, például a gyarmatosítás alatt a felső rétegekben, míg a szegény, alacsony kasztú emberek azt ettek, amihez éppen hozzájutottak. A brahminok mellett a jógát gyakorlók és a visnuisták (vaisnavák) szigorúan laktovegetáriánusok. A húsnak nemkívánatos hatásokat tulajdonítanak az öntudatra és a húsevő jellemére, lustaságot, erőszakot és tévelygést szül, ezzel rontja a karmát, tehát akadályozza a rituális megtisztulást és a kilépést az újjászületések körforgásából.
„A következő személyeket tartják az állat gyilkosának: aki engedélyezi a megölését, aki megöli, aki feldarabolja, aki eladja vagy megveszi, aki elkészíti, aki felszolgálja és aki megeszi.” (Manuszmriti 5.51)
Indiában a vallásos hinduk 43%-a vegetáriánus; a nem vallásosoknál ez az arány 28%.
A nyugaton élő Krisna-hívők is követik az ahimsza, az erőszaknélküliség tanítását. Ez azt is jelenti, hogy nem fogyasztanak olyan ételeket, amelyeknek megszerzése más élőlények számára fájdalommal, erőszakkal jár. A. C. Bhaktivedánta Szvámi Prabhupáda, a Krisna-tudat Nemzetközi Szervezetének alapító tanítómestere így nyilatkozott:
"Mivel teremteni sem tudunk, így egyetlen élőlény elpusztításához sincs jogunk. Ezért tökéletlenek azok az ember alkotta szabályok, melyek különbséget tesznek. Isten törvényei szerint egy állat megölése éppolyan büntetést érdemel, mint egy emberé. Akik a kettő között különbséget tesznek, saját törvényeket agyalnak ki."
Természetesen ez betarthatatlan szabály, a Krisna-tudat hívői is tisztítják ivóvizüket, és felépítik házaikat, állatok és növények élete árán.

#### Dzsainizmus
A dzsainizmus követői, különösen a szerzetesek következetesek az ahimsza átültetésével a gyakorlatba. Kerülik mindazoknak a termékeknek a használatát, amiket halott állatokból nyertek.

#### Szikh vallás
A szikh tanítások nem utalnak arra, hogy a vegetarianizmus kívánatos lenne, hanem az egyénre bízzák a döntést. A tizedik guru, Guru Gobind Singh azonban megtiltotta a rituális vágásból származó hús, vagy kutha hús fogyasztását az "Amritdhari" szikheknek, vagy akik a Sikh Rehat Maryadát, a szikh viselkedési kódexet követik. Ennek az volt a célja, hogy megőrizzék a függetlenséget az iszlám hegemóniával szemben.
Egyes szektákban az"Amritdharisok", mint például Akhand Kirtani Jatha, Damdami Taksal, Namdhari és Rarionwalay, hevesen kikelnek a húsevés és a tojásfogyasztás ellen, de bátorítják a tej és a tejtermékek élvezetét. Ez Brit India idejére vezethető vissza, amikor is sok visnuista hindu tért be. A guruk ezzel szemben az egyszerűséget hangsúlyozták. Nának guru szerint a mértéktelenség a Föld, így az élet erőforrásainak megcsapolását jelenti. A szikhek szent könyvének egyes fejezetei szerint bolondság az állati élet felsőbbrendűsége mellett érvelni, mivel minden életforma kapcsolatban áll egymással, és csak az emberi élet felsőbbrendű. Mindazonáltal a templomban osztogatott étel szigorúan laktovegetariánus, bár ez inkább az egyes egyének személyes döntésének tiszteletben tartását jelzi, mint egy tanítást.

#### Judaizmus
A zsidó vallás szent iratai (sem a Tanakh, sem a Misna, sem a Talmud) nem szabályozzák a húsevést, amit a hagyományok sem korlátoznak. Az ószövetségi törvények csak a tiszta és tisztátalan állatok között tesznek különbséget, és tiltják a vér és a dög fogyasztását. Az ószövetségi törvények alatt élők számára a vegetarianizmus nem volt lehetséges, mivel több ünnepen is (pl. Pészah) kötelező volt a hús fogyasztása, a papoknak és a lévitáknak pedig ez, az áldozatbemutatással összefüggésben, mindennapos volt a jeruzsálemi Templomban.
Talmudi hagyomány folytán a vallásos zsidók nem esznek együtt húsos és tejes ételeket, de a húsevésre semmilyen korlátozás nincsen.
A Ne ölj! parancsot egyesek úgy értelmezik, hogy az arra is vonatkozik, hogy állatot se ölj, vagy ne ölj feleslegesen. Egyes teológusok a húsevés és a rabszolgaság részletes szabályozását összevetve arra gondolnak, hogy ezek azért ilyen aprólékosak, hogy a zsidók lemondjanak mindkét gyakorlatról. Hasonlóan gondolkodott a középkorban Shlomo Ephraim Luntschitz rabbi, a Kli Yakar szerzője.
Sok középkori zsidó teológus azonban, például Joseph Albo és Isaac Arama a vegetarianizmust erkölcsi ideálnak tekintette, mivel a húsevésnek negatív hatást tulajdonítottak a jellemre. Joseph Albo szerint az állatok iránti könyörületből való vegetarianizmus nemcsak erkölcsi tévedés, hanem szintén rossz hatással van az emberre.
Abraham Isaac Kook a modern kor vegetarianizmus mellett érvelő rabbijai közé tartozik. Írásaiban rámutat arra, hogy az édenkertben Ádám nem evett húst, és ezt kapcsolatba hozza a messianisztikus korral. Ő maga tartózkodott a húsevéstől, és csak szombaton és ünnepekkor fogyasztotta. Tanítványa, David Cohen lelkes vegetariánussá lett.
Néhány kabbalista szerint a húsevés csak azoknak a misztikusoknak való, akik észlelik az újjászületett lelkeket és az isteni szikrákat, habár a húsevés náluk is kárt okoz a lélekben. Számos ortodox vegetariánus zsidó csoport támogatja ezt az elgondolást. Szerintük a húsevés engedélyezése csak ideiglenes könnyítés azoknak, akik nem tudnak vegetariánusok lenni.

#### Kereszténység
A kereszténység nem ismer táplálkozási tabukat, kivéve a vér- és dögevés tilalmát.
Egyes keresztények azonban bibliai alapokon próbálják megindokolni, hogy Isten azt akarja, hogy az ember vegetáriánus legyen. Utalnak a béketűrő életre, és arra, hogy Isten az édenkertben minden növényt az ember táplálékául adott. Ellenben az özönvíz után Noénak és családjának már növényeket és állatokat is táplálékul adott. Szent Jeromos szerint, mivel a húsevés csak a vízözön után vált lehetségessé, ezért alsóbbrendűnek tekintendő. Egyébként nincs semmi utalás arra, hogy a hús tilos lenne. A keresztény vegetáriánusok emellett gyakran érvelnek tévesen a Ne ölj! parancsolattal, ami azonban csak emberre vonatkozik.
Az Újtestamentumban nincs semmi utalás arra, hogy a vegetarianizmus az üdvösség eszköze lenne. Jézus mondása szerint nem az fertőzteti meg az embert, ami bemegy a száján, hanem az, ami kijön belőle. Ezzel az összes étkezési tabut megszüntette. Mindezek ellenére a hetednapi adventisták elfogadták az édenkertbeli vegetáriánus étkezés érvét, és ajánlják is a vegetáriánus táplálkozást.
Az Újszövetség alapján Jézus nem volt és zsidóként nem is lehetett vegetáriánus.

#### Iszlám
Az iszlám megengedi, de szabályozza is a húsfogyasztást. A muszlimok csak halal vágásból származó húst ehetnek. Sok vegyes táplálkozású muszlim a nem halal éttermekben vegetáriánus vagy halételeket rendel.
Az iszlám megengedi a nem ideológián alapuló vegetáriánus táplálkozást, és bár a legtöbb vegetáriánus muszlim nem nyilvánítja ki, hogy ezt az életmódot követi, számuk egyre nő.
Sok befolyásos muszlim vegetáriánus volt, köztük az iraki Rábia l-Adavíja (meghalt 801-ben), teológus, feminista, költő, és Bawa Muhaiyaddeen Srí Lanka-i szúfi mester, a The Bawa Muhaiyaddeen Fellowship of North America alapítója. India egykori elnöke, Dr. A. P. J. Abdul Kalam is híres vegetáriánus.
1996-ban a Nemzetközi Vegetáriánus Unió bejelentette a Muszlim Vegetáriánus/Vegán Társaság megalakulását.

#### Bahái hit
Ámbár a bahái vallás nem ír elő táplálkozási szabályokat, `Abdu'l-Bahá, az alapító fia szerint a gyümölcsökből és magokból álló menü lenne kívánatos, kivéve a betegeket és a gyenge alkatúakat. Azonban nem kötelezte a híveket ennek követésére, viszont kijelentette, hogy a jövő társadalma amúgy is vegetáriánus lesz. Azt is gondolta, hogy az állatok megölése a bűnök megvallása ellen hat. Shoghi Effendi, a bahái hit őre szerint a vegetarianizmus kívánatos, de szerinte és a vezető testület szerint a gyakorlat ez ellen hat, így csak ajánlják, de nem írják elő a vegetáriánus életmódot.

#### Rasztafari
A rasztafari egy, az afro-karib térségben elterjedt vallás. A hívek különböző szigorúságú étkezési előírásokat követnek. A legortodoxabbak nem esznek olyan ételeket, amik mesterséges adalékokat tartalmaznak, és gyakran még a sót is mellőzik; a fűszerek és a zöldségek párosítása régi afrikai hagyományokat követ. A legtöbb rasztafari vegetáriánus.

## Egészségügyi megközelítés

### Tápértékek és tápanyagok
A közhiedelemmel ellentétben nem jellemző különösebben a vegetáriánusokra a gabonahúsok (szejtán), a szójakockák, a szójagranulátumok, a növényi alapú kolbászfélék, illetve az egyéb, kifejezetten húsok helyettesítésére és imitálására szolgáló termékek fogyasztása. Ezek a termékek elsősorban a vegetáriánus életmód kezdetén kaphatnak nagyobb szerepet, amikor az egyén jellemzően a megszokott ételeit próbálja elkészíteni hús nélkül. A tudatos vegetáriánusok jelentős része idővel a keleti konyha felé fordul, amely nagy számban tartalmaz teljes értékű növényi ételeket. A mindennapos vegetáriánus étrend a zöldségek és gyümölcsök mellett rendszerint nagy választékban és számtalan módon felhasználva tartalmazza az alábbiakat:
- Gabonák (barna rizs, köles, árpa, hajdina, amaránt, búza, tönkölybúza, rozs, zab…)
- Száraz hüvelyesek (babok, borsók, lencsefélék; sárgaborsó, csicseriborsó, vörös lencse, urad dál, mung dál…)
- Olajos magvak (dió, mogyoró, szezámmag, lenmag, napraforgómag, kókuszdió, mandula…)
- Egzotikus fűszerek (chili, fahéj/kasszia, fekete kősó, gyömbér, hing, kardamom, kalonji, koriander, kurkuma, lepkeszegmag, mustármag, római kömény, szegfűbors, szegfűszeg…)

Gyakori vélekedés, hogy a vegetarianizmus drága, hiszen a bioételek, valamint a primőr, illetve importált gyümölcsök és zöldségek borsos áron kaphatók. Valójában a vegetarianizmust nem lehet szorosan összekapcsolni a primőr, illetve importált zöldségek és gyümölcsök fogyasztásával, hiszen ennek a táplálkozási irányzatnak a követői a környezetvédelem, az etika és az alapvető észszerűség okán gyakran a helyben, természetes körülmények között termelt, évszaknak megfelelő zöldségeket és gyümölcsöket részesítik előnyben, melyek jellemzően jóval kedvezőbb áron kaphatók. A biotermékek közül elsősorban a kész- és feldolgozott ételek drágák, mivel a gondos, kisebb volumenű ipari feldolgozás, valamint a tartósítószerek hiányából következő rövid eltarthatóság jelentős költségtöbbletet produkál, illetve ezen ételek késztermék mivolta és fogyasztói bázisa nagyobb árrés alkalmazására ad lehetőséget. A hosszú eltarthatóságú alapanyagok (például a teljes gabonák, száraz hüvelyesek és olajos magvak) – a prémium márkák és elárusítóhelyek kerülése esetén – alacsonyabb áron is beszerezhetők, és a sokoldalú felhasználhatóság miatt sok vegetáriánus igényeinek jobban megfelelnek.
A helyesen összeállított, tejet, tejterméket és tojást tartalmazó vegetáriánus étrend az elterjedt vélekedés szerint tartalmazza az egészség megőrzéséhez szükséges összes tápanyagot. Az ilyen vegetáriánus étrend számos egészségügyi előnyét kutatások is alátámasztják, ám az egészségtelen ételkészítési módok és az egyoldalúság rossz esetben ezt ellensúlyozhatják is. Vannak, akik szerint még a megfelelően összeválogatott és összeállított vegán étrend is megfelelő arányban tartalmazza az esszenciális aminosavakat. A vegetáriánus étrendben kevesebb az állati fehérje, a telített zsír és a koleszterin, viszont több a szénhidrát, a rost, a magnézium, az antioxidáns, a kálium, és a folát, mint a vegyes kosztban. A kalciumfelvétel a legtöbb vegetáriánusnál a vegyes táplálkozásúakéhoz hasonló, kivéve azokat a vegánokat, akik túl kevés levélzöldséget fogyasztanak. A D-vitamin termelődhet a napsütésnek kitett bőrben, bejuttatható tejjel, tejtermékekkel vagy tojással. A vegánok szójatejjel, gabonamagvakkal és ultraibolya fénynek kitett gombával szintén elegendő mennyiséghez juthatnak.
A helytelenül összeállított vegetáriánus étrend számos hiánybetegséget előidézhet, sok betegségben előidézhet állapotromlást (elég csak egy vashiányos anémiára gondolni), ezért a vegetáriánus étrendre való áttéréskor tanácsos táplálkozási szakember (dietetikus) segítségét is igénybe venni. Gyermekek számára felügyelet nélküli követése az idegrendszer és a test fejlődésének visszamaradását idézheti elő.
Az étrend gondos összeállítása a vegyes táplálkozás esetében is hasonló jelentőséggel bír, elmulasztása pedig szintén komoly egészségügyi szövődményekhez vezethet, ahogy azt az elhízás, a cukorbetegség és az egyéb, úgynevezett civilizációs betegségek rohamos terjedése is mutatja.

#### B12-vitamin
A B12-vitamin életfontosságú az ember számára, és jelentősebb mennyiségben csak az algákban, állati eredetű termékekben, és bakteriális erjesztéssel készült élelmiszerekben fordulnak elő. Kisebb mennyiségben megtalálható még a teljes értékű búzában, malátamézben, barnarizsben, szójalecitinben és a sörélesztőben is. Bár a szervezet képes akár 30 évig is tárolni és újrahasznosítani a vitamint, a test tartalékai néhány év alatt kifogyhatnak, és hiánytünetek jelentkezhetnek, ami azonban vitaminkészítmények megfelelő adagolásával megelőzhető. A kiegyensúlyozott, nem vegán, de vegetariánus étkezés képes ezt a vitamint is biztosítani. A klinikai tapasztalatok szerint azonban a B12-hiány gyakori a vegánoknál, és ritkábban előfordul a vegetáriánusoknál.

#### Vas
Egy másik fontos szempont a vasbevitel. A növényi élelmiszerekben ugyanis kevesebb a vas, és rosszabbul is szívódik fel, mint az állati táplálékból. Vannak azonban vasban bővelkedő növényi részek, mint például a feketeribizli, és egyes gyümölcsök és zöldségek még segítik is a felszívódást. Egyes anyagok, mint például az oxálsav akadályozzák a vas felszívódását, így például a spenótból nem szívódik fel annyi vas, mint amennyit a néphit gondol. Mivel a tejben kevés a vas, ezért a vegánok vasellátottsága jobb, mint a többi vegetáriánusé. A vegetáriánusok vastartalékai azonban kisebbek, mint a többségé, és egyes tanulmányok szerint a hiány akár 40% vagy 58% is lehet. Ezzel szemben az Amerikai Dietetikusok Szövetsége(en) szerint a vashiányos vérszegénység nem gyakoribb a vegetáriánusoknál, mint a többi embernél.

#### Zsírsavak
A növények tartalmaznak alfa-linolénsavat, de nincsenek bennük hosszú láncú zsírsavak, mint EPA és DHA. A tej, a tejtermékek és a tojás is csak keveset tartalmaz, így a vegetáriánusokban ezek szintje alacsonyabb, mint a többségnél. Nem ismert, hogy ez hogy hat az egészségre, és hogy az alfa-linolénsav kompenzálni tudja-e ezt az alacsony szintet. Mindenesetre gyártanak már DHA-t tengeri fű kivonatból, és mostanában jelennek meg EPA-t és DHA-t egyaránt tartalmazó termékek is. Egyes algafajok gazdagok más zsírsavakban.

#### Fehérjék
A fehérjebevitel lényegesen alacsonyabb a vegetáriánusoknál, mint a többi embernél. A megfelelő összetételű fehérjebevitel kihívás lehet a vegetáriánus életmódot követők számára. Kanadában, Ausztráliában, Nagy-Britanniában, az Amerikai Egyesült Államokban, Új-zélandon és különböző európai országokban végzett kutatások szerint a vegetáriánus életmóddal is megfelelő arányban juttathatók be a fehérjék, amennyiben rendelkezésre áll a változatos növényi táplálék.
A fehérjék építőkövei az aminosavak; ezekből nyolc esszenciális, vagyis az emberi szervezet nem képes szintetizálni őket. A tej, a tejtermékek és a tojás teljes értékű fehérjéket tartalmaz, de kevés növényben van jelen mind a nyolc. Emellett vannak még kiegészítő párok, mint a bab és a barna rizs; ezek szétoszthatók több étkezésre is. Egy 1994-es kutatás szerint ezek megfelelő változatosságban összeválogatva képesek biztosítani az emberi szervezet fehérjeszükségletét, még a testépítőkét és a sportolókét is.

### Tanulmányok
Átlagban a vegetáriánusok testtömegindexe kisebb, koleszterinszintje és vérnyomása alacsonyabb, és közöttük ritkábbak a szív- és vesebetegségek, a magas vérnyomás, a csontritkulás, a metabolikus szindróma, a cukorbetegség, az Alzheimer-kór és más demenciák. Egy hetednapi adventistákon végzett tanulmány szerint a vegetáriánusok kevésbé voltak hajlamosak a depresszióra, és a kedélyük is jobb volt, mint a többieknek.
Két 2002-es tanulmány szerint az angol vegetáriánusok halandósága alacsonyabb, várható élettartama hosszabb, mint a teljes népesség átlagának. Ez a különbség azonban eltűnt, amikor a vegetáriánusokat a velük azonos társadalmi helyzetű vegyes táplálkozású angolokkal hasonlították össze. A szerzők szerint a szocioökonomikus helyzet sokkal nagyobb befolyással van az egészségügyi táplálkozásra, mint az, hogy vegetáriánus-e az illető.
Három fejlett országban végzett öt különböző összehasonlító vizsgálat metaanalízise szerint a koronáris szívbetegség a vegetáriánusoknál 24%-kal kisebb, mint a hozzájuk hasonló helyzetű vegyes táplálkozásúaknál. A szerzők szerint ez a vegetáriánusok alacsonyabb koleszterinszintjére, az LDL-koleszterin csökkent oxidációjára, vagy a véralvadási faktorok szintjének megváltozására vezethető vissza. A keringési betegségek, a gyomor-, bél-, a tüdő-, a mell- és a prosztatarák halálozási arányában nem volt különbség, mint ahogy más halálokokban sem.
A kiértékelésbe bevont Oxford Vegetarian Study szerint a vegánok koleszterinszintje volt a legalacsonyabb, őket követte a többi vegetáriánus és a halevők, és a vörös húst is evők koleszterinszintje volt a legmagasabb. A koronáris szívbetegség összefüggött az állati zsír, a telített állati zsír és koleszterin felvételével.

### Élelmiszer-biztonság
Az Escherichia colival fertőzött étel az ipari méretű hús- és tejtermelő farmokhoz köthető. Az Amerikai Egyesült Államokban történt Escherichia coli hagymával és spenóttal terjedt, de ezek a szomszéd állatfarmokról indultak ki, ahonnan ürülék keveredett a vízbe.
Az Escherichia coli gyakran az ürülék megevésével terjed. A leggyakoribb fertőzési utak magukban foglalják az ételek tisztítás nélküli elkészítését és a gazdaságokból kikerülő szennyeződést. A O157:H7 típusú E. coli fő gazdája a szarvasmarha, amiben nem okoz tünetet, és aminek az ürülékével tovaterjed. 2005-ben még azok is megfertőzödtek, akik háromszor mosott előcsomagolt fejes salátát ettek. 2007-ben visszahívták az E. colival fertőzött fejes salátát. Fertőzések történtek pasztörizálatlan almával, narancslével, tejjel és vízzel is.
A szalmonella átvihető többek között mogyoróvajjal és puffasztott zöldségszeletekkel is. A kergemarhakór kapcsolatba hozható az emberi Creutzfeldt–Jakob-kórral. Egyes jelentések óvtak a juhok száj- és körömfájásától, a tenyésztett lazac PCB-jétől, a halakban levő higanytól, a mesterségesen adagolt növekedési hormontól, az antibiotikumoktól, az ólomtól és a higanytól, de a szermaradványoktól, és a mesterséges érlelésre használt tiltott vegyszerektől.

### Az orvoslásban
A hagyományos orvoslásban néha vegetáriánus diétát írnak elő a beteg számára. Így kezelik például a rheumatoid arthritist, de hiányoznak a tapasztalatok arról, hogy használ-e ez a kezelés. A fenilketonuriát szigorú fehérjeszegény vegán diétával tartják karban. Ebben a diétában a fehérjét speciális tápszerekkel pótolják. Egyes alternatív módszerek, mint például az ájurvéda a vegetáriánus táplálkozást tekinti normának. Maya Tiwara szerint az ájurvéda megengedi egy kevés hús fogyasztását, de csak ha rendelkezésre állnak a hagyományos vadászati technikák. Ha ezek a technikák a feledés homályába vesztek, akkor mindenféle hústól eltiltja az embereket.